# Cuve
Cuve település Franciaországban, Haute-Saône megyében. Lakosainak száma 129 fő (2022. január 1.). Cuve Fontenoy-le-Château, Anjeux, Bouligney és Dampvalley-Saint-Pancras községekkel határos.

## Népesség
A település népességének változása:
| Lakosok száma | 167  | 152  | 154  | 141  | 137  | 134  | 132  | 131  | 129  |
|               | 2013 | 2015 | 2016 | 2017 | 2018 | 2019 | 2020 | 2021 | 2022 |